# フェリーチェ・ジモンディ
フェリーチェ・ジモンディ（Felice Gimondi。1942年9月29日- 2019年8月16日）はイタリア・セドリーナ出身の元自転車競技（ロードレース）選手。

## 来歴
全盛を誇ったエディ・メルクスをしばしグランツールや世界自転車選手権で破ったことも手伝い、現役時代は、ザ・フェニックスというニックネームがつけられていた。
1964年の東京オリンピック・個人ロードレースに出場し39位。
翌1965年にプロ転向。ジロ・デ・イタリア総合3位を経て参加したツール・ド・フランスでは、第3ステージでマイヨ・ジョーヌを得るとそのまま最後まで守り切り、見事初出場にして総合優勝を果たした。
そしてこの年のツールでの総合優勝がきっかけとなり、後に現在においても史上7人しか達成していない、グランツールを全て総合優勝した選手 となり、また1973年には世界自転車選手権も制覇し、さらにパリ〜ルーベなどのクラシックレースでも優勝実績があることから、メジャータイトルレースにおける勝負強さが特に際立った名選手であった。
1998年マルコ・パンターニがジモンディ以来、33年ぶりにイタリア人ツール優勝者となった際にはパリに駆けつけ、いっしょに表彰台に上がり優勝を祝った。
2019年8月16日、シチリア州メッシーナ県のジャルディーニ＝ナクソスにて、海水浴中に心臓発作を起こし死去した。76歳没。

## 主な優勝実績

### ステージレース
- ツール・ド・フランス　1965
- ジロ・デ・イタリア　1967・1969・1976
- ブエルタ・ア・エスパーニャ　1968
- ツール・ド・ロマンディ　1969
- ツール・ド・ラブニール　1964

### ワンデーレース
- 世界自転車選手権　1973
- パリ〜ルーベ　1966
- ジロ・ディ・ロンバルディア　1966・1973
- ミラノ～サンレモ　1974
- グランプリ・デ・ナシオン 1967・1968